# Ciclismo nos Jogos Olímpicos de Verão de 2016 - Velocidade masculino

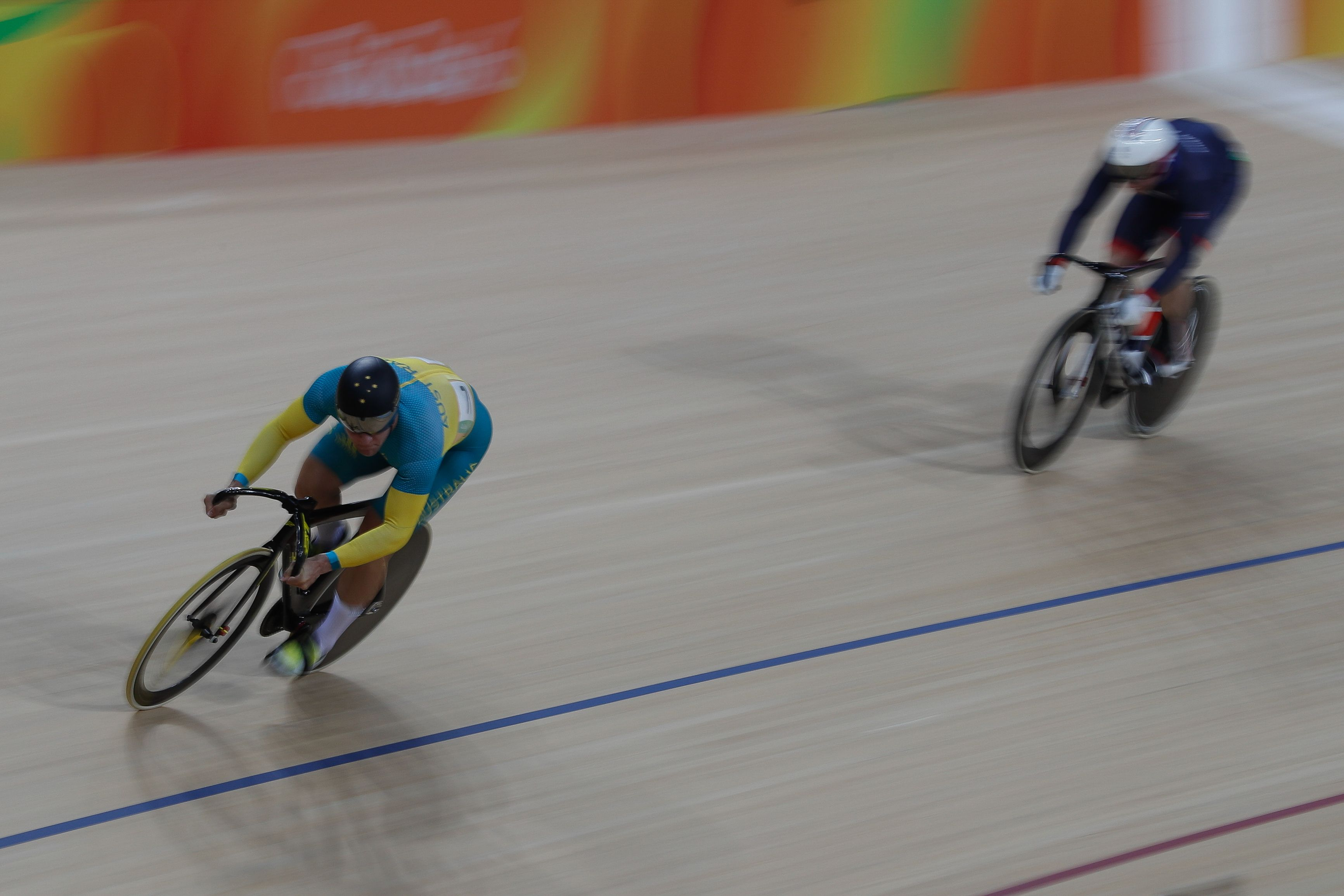
Jason Kenny e Patrick Constable durante a primeira bateria de quartas de final.

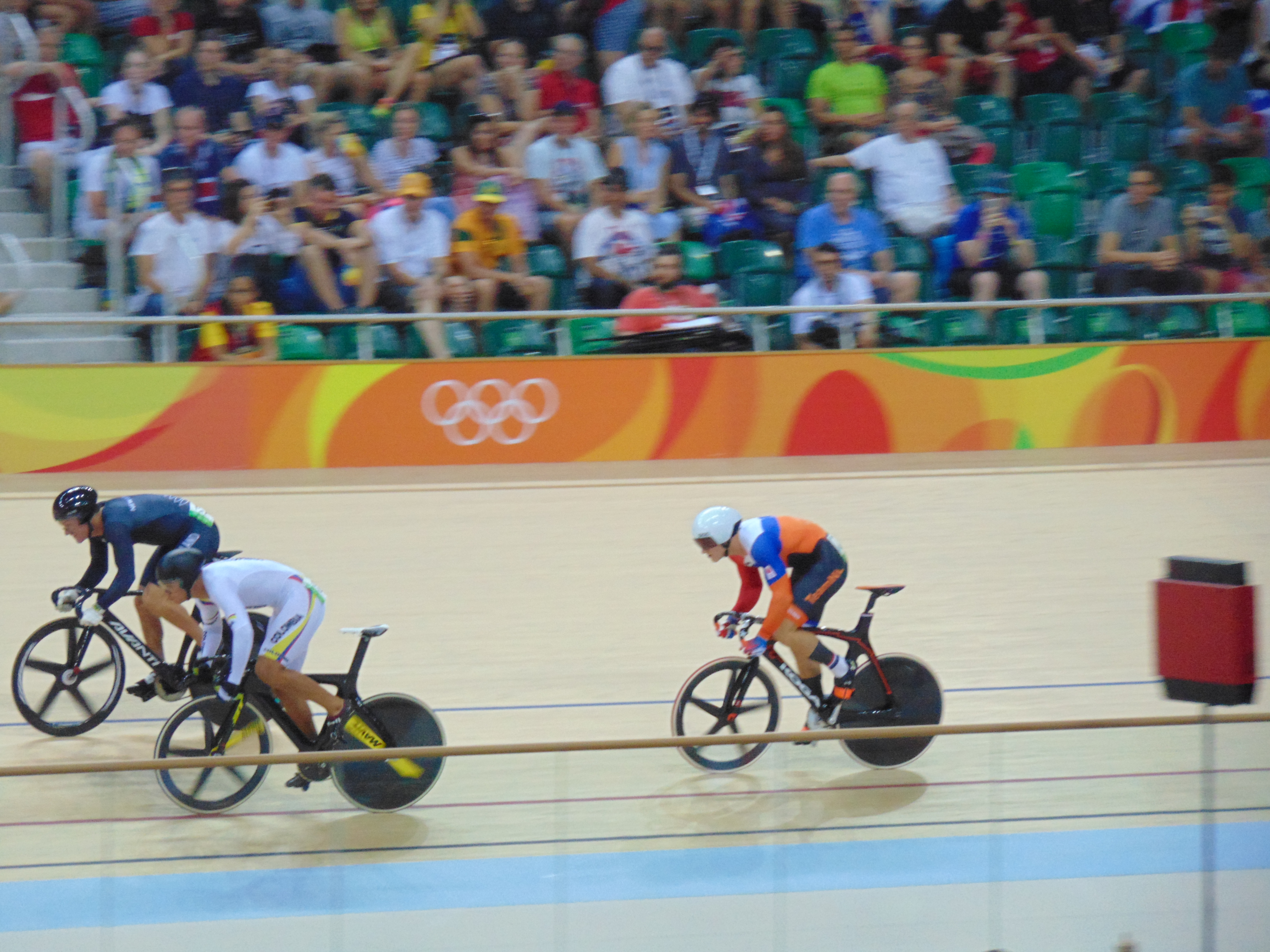
Disputa de nono a décimo segundo lugar no velódromo.

A prova de velocidade individual masculino do ciclismo nos Jogos Olímpicos de Verão de 2016 foi disputada entre 12 de agosto e 14 de agosto no Velódromo Municipal do Rio.

## Calendário
Horário local (UTC-3)
| Dia          | Horário | Fase                      |
| ------------ | ------- | ------------------------- |
| 12 de agosto | 16:00   | Qualificação fase inicial |
| 12 de agosto | 17:12   | Primeira rodada           |
| 13 de agosto | 10:00   | Segunda rodada            |
| 14 de agosto | 10:00   | Quartas de final          |
| 14 de agosto | 16:00   | Semifinal                 |
| 14 de agosto | 17:44   | Final                     |

## Medalhistas
| Ouro   | GBR Jason Kenny    |
| Prata  | GBR Callum Skinner |
| Bronze | RUS Denis Dmitriev |

## Resultados

### Qualificação
| Pos. | Ciclista               | Tempo    | Velocidade média (kph) | Notas |
| ---- | ---------------------- | -------- | ---------------------- | ----- |
| 1    | GBR Jason Kenny        | 9.551    | 75.384                 | Q,    |
| 2    | GBR Callum Skinner     | 9.703[A] | 74.203                 | Q     |
| 3    | AUS Matthew Glaetzer   | 9.704    | 74.196                 | Q     |
| 4    | RUS Denis Dmitriev     | 9.774    | 73.664                 | Q     |
| 5    | FRA Grégory Baugé      | 9.807    | 73.416                 | Q     |
| 6    | TTO Njisane Phillip    | 9.813    | 73.372                 | Q     |
| 7    | POL Damian Zieliński   | 9.823    | 73.297                 | Q     |
| 8    | NED Jeffrey Hoogland   | 9.837    | 73.193                 | Q     |
| 9    | NZL Sam Webster        | 9.880    | 72.874                 | Q     |
| 10   | NZL Edward Dawkins     | 9.895    | 72.764                 | Q     |
| 11   | FRA François Pervis    | 9.898    | 72.741                 | Q     |
| 12   | GER Joachim Eilers     | 9.908    | 72.668                 | Q     |
| 13   | CHN Xu Chao            | 9.939    | 72.441                 | Q     |
| 14   | CZE Pavel Kelemen      | 9.969    | 72.223                 | Q     |
| 15   | POL Rafał Sarnecki     | 9.980    | 72.144                 | Q     |
| 16   | COL Fabián Puerta      | 9.981    | 72.137                 | Q     |
| 17   | AUS Patrick Constable  | 10.010   | 71.928                 | Q     |
| 18   | GER Maximilian Levy    | 10.035   | 71.748                 | Q     |
| 19   | ESP Juan Peralta       | 10.055   | 71.606                 |       |
| 20   | KOR Kang Dong-jin      | 10.092   | 71.343                 |       |
| 21   | NED Theo Bos           | 10.140   | 71.005                 |       |
| 22   | KOR Im Chae-bin        | 10.147   | 70.956                 |       |
| 23   | COL Santiago Ramírez   | 10.199   | 70.595                 |       |
| 24   | VEN Hersony Canelón    | 10.239   | 70.319                 |       |
| 25   | JPN Seiichirō Nakagawa | 10.241   | 70.305                 |       |
| 26   | RUS Nikita Shurshin    | 10.418   | 69.111                 |       |
| 27   | VEN César Marcano      | 10.649   | 67.611                 |       |

- A  Também foi um recorde olímpico até superado por Jason Kenny

### Primeira fase
Os vencedores da cada bateria avançaram para a segunda fase e os derrotados disputaram a repescagem.
| Ciclista            | Tempo  | Velocidade média (kph) |
| ------------------- | ------ | ---------------------- |
| GBR Jason Kenny     | 10.245 | 70.278                 |
| GER Maximilian Levy | +0.066 | +0.066                 |

| Ciclista             | Tempo  | Velocidade média (kph) |
| -------------------- | ------ | ---------------------- |
| AUS Matthew Glaetzer | 10.299 | 69.909                 |
| COL Fabián Puerta    | +0.058 | +0.058                 |

| Ciclista          | Tempo  | Velocidade média (kph) |
| ----------------- | ------ | ---------------------- |
| FRA Grégory Baugé | 10.214 | 70.491                 |
| CZE Pavel Kelemen | +0.050 | +0.050                 |

| Ciclista             | Tempo  | Velocidade média (kph) |
| -------------------- | ------ | ---------------------- |
| GER Joachim Eilers   | 10.428 | 69.044                 |
| POL Damian Zieliński | +0.041 | +0.041                 |

| Ciclista           | Tempo  | Velocidade média (kph) |
| ------------------ | ------ | ---------------------- |
| NZL Sam Webster    | 10.159 | 70.873                 |
| NZL Edward Dawkins | +0.150 | +0.150                 |

| Ciclista              | Tempo  | Velocidade média (kph) |
| --------------------- | ------ | ---------------------- |
| GBR Callum Skinner    | 10.254 | 70.216                 |
| AUS Patrick Constable | +0.071 | +0.071                 |

| Ciclista           | Tempo  | Velocidade média (kph) |
| ------------------ | ------ | ---------------------- |
| RUS Denis Dmitriev | 10.141 | 70.998                 |
| POL Rafał Sarnecki | +0.036 | +0.036                 |

| Ciclista            | Tempo  | Velocidade média (kph) |
| ------------------- | ------ | ---------------------- |
| CHN Xu Chao         | 10.373 | 69.410                 |
| TTO Njisane Phillip | +0.145 | +0.145                 |

| Ciclista             | Tempo  | Velocidade média (kph) |
| -------------------- | ------ | ---------------------- |
| NED Jeffrey Hoogland | 10.181 | 70.719                 |
| FRA François Pervis  | +0.052 | +0.052                 |

### Repescagem da primeira fase
Os vencedores de cada bateria classificaram-se para a segunda fase.
| Ciclista            | Tempo  | Velocidade média (kph) |
| ------------------- | ------ | ---------------------- |
| GER Maximilian Levy | 10.356 | 69.524                 |
| NZL Edward Dawkins  | +0.024 | +0.024                 |
| TTO Njisane Phillip | +1.429 | +1.429                 |

| Ciclista              | Tempo  | Velocidade média (kph) |
| --------------------- | ------ | ---------------------- |
| AUS Patrick Constable | 10.363 | 69.477                 |
| POL Damian Zieliński  | +0.028 | +0.028                 |
| CZE Pavel Kelemen     | +0.378 | +0.378                 |

| Ciclista            | Tempo  | Velocidade média (kph) |
| ------------------- | ------ | ---------------------- |
| COL Fabián Puerta   | 10.272 | 70.093                 |
| POL Rafał Sarnecki  | +0.086 | +0.086                 |
| FRA François Pervis | +0.607 | +0.607                 |

### Segunda fase
Os vencedores da cada bateria avançaram para as quartas de final e os derrotados disputaram a repescagem.
| Ciclista          | Tempo  | Velocidade média (kph) |
| ----------------- | ------ | ---------------------- |
| GBR Jason Kenny   | 10.369 | 69.437                 |
| COL Fabián Puerta | +0.109 | +0.109                 |

| Ciclista             | Tempo  | Velocidade média (kph) |
| -------------------- | ------ | ---------------------- |
| AUS Matthew Glaetzer | 10.166 | 70.824                 |
| GER Maximilian Levy  | +0.059 | +0.059                 |

| Ciclista             | Tempo  | Velocidade média (kph) |
| -------------------- | ------ | ---------------------- |
| FRA Grégory Baugé    | 10.103 | 71.265                 |
| NED Jeffrey Hoogland | +0.121 | +0.121                 |

| Ciclista              | Tempo  | Velocidade média (kph) |
| --------------------- | ------ | ---------------------- |
| GBR Callum Skinner    | 10.359 | 69.504                 |
| AUS Patrick Constable | +0.021 | +0.021                 |

| Ciclista           | Tempo  | Velocidade média (kph) |
| ------------------ | ------ | ---------------------- |
| RUS Denis Dmitriev | 10.102 | 71.273                 |
| NZL Sam Webster    | +0.142 | +0.142                 |

| Ciclista           | Tempo  | Velocidade média (kph) |
| ------------------ | ------ | ---------------------- |
| GER Joachim Eilers | 10.449 | 68.906                 |
| CHN Xu Chao        | +0.058 | +0.058                 |

### Repescagem da segunda fase
Os vencedores da cada bateria classificaram-se para as quartas-de-final e os derrotados disputaram do 9º ao 12º lugares.
| Ciclista          | Tempo  | Velocidade média (kph) |
| ----------------- | ------ | ---------------------- |
| CHN Xu Chao       | 10.753 | 66.958                 |
| NZL Sam Webster   | +0.048 | +0.048                 |
| COL Fabián Puerta | +0.181 | +0.181                 |

| Ciclista              | Tempo  | Velocidade média (kph) |
| --------------------- | ------ | ---------------------- |
| AUS Patrick Constable | 10.456 | 68.859                 |
| GER Maximilian Levy   | +0.100 | +0.100                 |
| NED Jeffrey Hoogland  | +0.118 | +0.118                 |

### Classificação 9º–12º lugar
| Ciclista             | Tempo  | Velocidade média (km/h) | Pos. |
| -------------------- | ------ | ----------------------- | ---- |
| GER Maximilian Levy  | 10.275 | 70.072                  | 9    |
| COL Fabián Puerta    | +0.067 | +0.067                  | 10   |
| NED Jeffrey Hoogland | +0.126 | +0.126                  | 11   |
| NZL Sam Webster      | +0.329 | +0.329                  | 12   |

### Quartas de final
Os vencedores da cada bateria avançaram para as semifinais e os derrotados disputaram do 5º ao 8º lugares.
| Ciclista              | Tempo (corrida 1) | Tempo (corrida 2) |
| --------------------- | ----------------- | ----------------- |
| GBR Jason Kenny       | 10.341            | 10.219            |
| AUS Patrick Constable | +0.194            | +0.258            |

| Ciclista           | Tempo (corrida 1) | Tempo (corrida 2) |
| ------------------ | ----------------- | ----------------- |
| GBR Callum Skinner | 10.299            | 10.212            |
| CHN Xu Chao        | +0.122            | +0.200            |

| Ciclista             | Tempo (corrida 1) | Tempo (corrida 2) |
| -------------------- | ----------------- | ----------------- |
| AUS Matthew Glaetzer | 10.456            | 10.401            |
| GER Joachim Eilers   | +0.084            | +0.049            |

| Ciclista           | Tempo (corrida 1) | Tempo (corrida 2) |
| ------------------ | ----------------- | ----------------- |
| RUS Denis Dmitriev | 10.202            | 10.166            |
| FRA Grégory Baugé  | +0.063            | +0.213            |

### Classificação 5º–8º lugar
| Ciclista              | Tempo  | Velocidade média (km/h) | Pos. |
| --------------------- | ------ | ----------------------- | ---- |
| GER Joachim Eilers    | 10.525 | 68.408                  | 5    |
| CHN Xu Chao           | +0.036 | +0.036                  | 6    |
| FRA Grégory Baugé     | +0.153 | +0.153                  | 7    |
| AUS Patrick Constable | +0.215 | +0.215                  | 8    |

### Semifinais
Os vencedores da cada bateria avançaram para a final e os derrotados disputaram a medalha de bronze.
| Ciclista           | Tempo (corrida 1) | Tempo (corrida 2) | Tempo (decisão) |
| ------------------ | ----------------- | ----------------- | --------------- |
| GBR Jason Kenny    | +0.043            | 10.048            | 10.071          |
| RUS Denis Dmitriev | 10.139            | +0.032            | +0.302          |

| Ciclista             | Tempo (corrida 1) | Tempo (corrida 2) |
| -------------------- | ----------------- | ----------------- |
| GBR Callum Skinner   | 10.119            | 10.244            |
| AUS Matthew Glaetzer | +0.046            | +0.057            |

### Final
Disputa pelo bronze
| Ciclista             | Tempo (corrida 1) | Tempo (corrida 2) | Pos.              |
| -------------------- | ----------------- | ----------------- | ----------------- |
| RUS Denis Dmitriev   | 10.105            | 10.190            | Medalha de bronze |
| AUS Matthew Glaetzer | +0.072            | +0.044            | 4                 |

Disputa pelo ouro
| Ciclista           | Tempo (corrida 1) | Tempo (corrida 2) | Pos.             |
| ------------------ | ----------------- | ----------------- | ---------------- |
| GBR Jason Kenny    | 10.164            | 9.916             | Medalha de ouro  |
| GBR Callum Skinner | +0.113            | +0.086            | Medalha de prata |